# Шпилі Полтавського ярусу
Шпилі полтавського ярусу — геологічна пам'ятка природи місцевого значення в Україні. Об'єкт природно-заповідного фонду Сумської області. 
Площа 6,64 га. Оголошено територією ПЗФ  28.07.1970 року. Перебуває у користуванні Шпиківської сільської ради Сумського району.
Розташована на західній околиці с. Шпилівка, на схилі глибокої балки на правому корінному березі р. Псел. Охороняється унікальне геологічне відслонення — прошарок піску товщиною близько 80 см, що належить до Полтавського ярусу. Висока наукова цінність полягає у значному скупченні залишків давньої фауни.